# De Stijl
De Stijl je umjetnički pokret nastao tijekom 1920-ih godina. Pokret se također naziva i neoplasticizam ili nova plastična umjetnost. Naziv De Stijl dolazi od nizozemske riječi stil.
Zagovornici De Stijla, od kojih je najistaknutiji Piet Mondrian, su nastojali izraziti utopijske ideale duševne harmonije i reda. Težili su ka čistoj apstrakciji i univerzalnosti sa svođenjem na osnovne forme i boje. Pojednostavnili su vizualne kompozicije na horizontalne i vertikalne smjerove te su koristili osnovne boje, crvenu, plavu i žutu kao i bijelu i crnu.
U mnogim radovima iz ovog stila vertikalne i horizontalne linije se mimoilaze bez preklapanja. 

## Vanjske poveznice
- Kronologija likovne umjetnosti prve trećine 20. st.